# Roger Bennister
Roger Bennister (Londres, 23 de março de 1929 – 3 de março de 2018) foi um atleta olímpico e neurologista britânico. Ele ficou conhecido por ter sido a primeira pessoa a correr uma milha (1,6 quilômetros) em menos de 4 minutos.

## Carreira
Nas Olimpíadas de 1952 em Helsinque, Bannister estabeleceu um recorde britânico nos 1 500 metros e terminou em quarto lugar. Essa conquista fortaleceu sua determinação de se tornar o primeiro atleta a terminar a corrida de uma milha em menos de quatro minutos. Ele realizou essa façanha em 6 de maio de 1954 na pista de Iffley Road em Oxford, com Chris Chataway e Chris Brasher fornecendo o ritmo. Quando o locutor, Norris McWhirter, declarou "Eram três...", os aplausos da multidão abafaram o tempo exato de Bannister, que era de 3 minutos e 59,4 segundos. Ele alcançou esse recorde com treinamento mínimo, enquanto praticava como médico júnior. O recorde de Bannister durou apenas 46 dias.
Bannister tornou-se neurologista e mestre do Pembroke College, Oxford, antes de se aposentar em 1993. Como mestre de Pembroke, ele fez parte do corpo diretivo da Abingdon School de 1986 a 1993. Quando perguntado se a milha de 4 minutos foi sua conquista de maior orgulho, ele disse que se sentia mais orgulhoso de sua contribuição para a medicina acadêmica por meio da pesquisa sobre as respostas do sistema nervoso. Bannister era patrono do MSA Trust. Ele foi diagnosticado com a doença de Parkinson em 2011.

## Publicações selecionadas

### Autobiografia
- The Four Minute Mile. [S.l.]: Dodd, Mead. 1955
- First Four Minutes. [S.l.]: Putnam. 1955
- Twin Tracks: The Autobiography. London: The Robson Press. 2014. ISBN 978-1-84954-686-7

### Acadêmico
- Bannister, R.; Mathias, C. J., eds. (1999). Autonomic failure : a textbook of clinical disorders of the autonomic nervous system 4th ed. Oxford: Oxford University Press. ISBN 0192628518. OCLC 39982611
- Bannister, Roger; Brain, Walter Russell, eds. (1992). Brain and Bannister's clinical neurology. 7th ed. Oxford: Oxford University Press. ISBN 9780192619136. OCLC 24318711